# Пловец (горельеф)
«Море житейское» (другие названия: «Волна», «Пловец») — горельеф скульптора А. С. Голубкиной в стиле модерн над правым входом в здание Московского Художественного театра в Камергерском переулке.

## История создания горельефа
В Камергерском переулке (Москва), на доме № 3 находится горельеф А. С. Голубкиной «Море житейское».
До XIX века переулок именовался Егорьевским и Спасским, а позднее в XIX веке, носил названия: Старогазетный, Газетный, Кузнецкий, Камергерский. Последнее название, давно бытовавшее среди москвичей (по дворам, принадлежавшим камергерам С. М. Голицыну и В. И. Стрешневу), было узаконено в документах городской управы в 1886 году.
Горельеф «Море житейское» сейчас располагается над правым входом в здание Московского Художественного театра. Само здание было перестроено в 1902 году по заказу К. С. Станиславского и В. И. Немировича-Данченко на средства известного мецената и владельца текстильной фабрики С. Т. Морозова. Архитектором сооружения стал Ф. О. Шехтель, который часто сотрудничал с различными мастерами изобразительного искусства. Для работы над зданием МХТ он привлек Анну Семеновну Голубкину, русского скульптора рубежа XIX—XX веков.
Анна Голубкина была одной из учениц Огюста Родена и вернулась в Россию как раз после своего обучения, за год до начала работы над Московским Художественным театром. В период с 1901 по 1903 по заказу Саввы Морозова и с одобрения Станиславского она работает над горельефом «Море житейское». Эта работа стала первым крупным заказом молодого скульптора.

### Варианты названия
У скульптуры существует несколько названий. Сегодня она больше известна как «Волна» или «Пловец». В названии этой статьи используется авторское название — «Море житейское».
Каждое название фокусируется на одном из аспектов работы А. С. Голубкиной. «Море житейское», являясь авторским названием, может показать нам изначальный замысел композиции — облекает в метафорическую форму творческий принцип театра Станиславского и Немировича-Данченко. Перед зрителем раскрывается картина жизни как стихии, которая сама по себе является источником искусства.Можно предположить, что авторское название и основной мотив скульптурной композиции были взяты из старообрядческого фольклора, где «море житейское» является символом мирской суетности. У Саввы Морозова в роду были старообрядцы. Анна Голубкина же лишь косвенно была связана с этой средой.
Название «Волна» в свою очередь устанавливает взаимосвязь с основным сюжетом и ключевым образом стиля модерн, в котором работал Федор Шехтель и в котором выполнено здание Московского Художественного театра. В 1901 году был написан рассказ «Буревестник» М. Горького, одного из ведущих авторов Художественного театра. Образная перекличка тут совершенно явственна: «Волна» и «Буревестник» — явления одного творческого и общественного ряда, и сама их символика имеет общую жизненную почву.
«Пловец» — самое позднее название, которое исходит из главного героя композиции Голубкиной.

## Архитектурный контекст
Горельеф Голубкиной является частью фасада здания МХТ и его следует воспринимать, как часть архитектурного сооружения, в контексте этого пространства. Само здание было детально вплоть до дизайна деталей интерьеров распланировано архитектором Шехтелем. Станиславский высказывался, что здание превратили в «изящный храм искусства».
Фасад пастельного зелёного цвета выполнен в стиле модерн. В здании сочетается множество материалов: стекло, керамика, штукатурка, дерево, металл. К примеру, цепи, поддерживающие козырьки — придают зданию жесткости и непоколебимости. Оконные рамы также подчиняются стилю модерн — рамы окон первого этажа в верхней части заполняются мелкой расстекловкой. Сами окна на первом этаже разделяются настенными геометричными фонарями. Это симметричное разделение от двух крайних входов к центральному уравновешивают композицию здания. Такая симметрия создает настроение серьёзности, но в сочетании с пастельным зелёным цветом появляется оттенок мечтательности и стремительности.
Симметричность здания нарушается разным оформлением правого и левого входов, что тоже является одной из черт модерна. Над левым входом сконструирован наклонный стеклянный козырек на металлическом каркасе. Дверь обрамляется небольшим порталом с капителью. Правый так же накрыт козырьком, однако выделяется на фоне всей архитектурной композиции — козырек находится на уровень выше левого, портал более выразителен, выдается вперед, дверь обрамляется керамической плиткой, а под стеклянным верхом расположилась скульптурная композиция Анны Голубкиной. Правый вход объединяет три этажа театра. Такой прием относится к неопалладианству — гигантскому ордеру, который объединял несколько этажей. Скульптурная композиция волны создает общую пластическую форму входа.
Несмотря на то, что «Море житейское» — достаточно крупная композиция (2,5 на 2,7 метра), сильно выделяется тоном на фоне светлого фасада и выдается вперед, она не перетягивает на себя все внимание зрителя, а гармонично вписывается в общую композицию здания. Этот фрагмент, выдающийся вперед, придает всему зданию стремительности. Благодаря скульптуре роль входа сильно увеличилась (этот прием можно наблюдать в барочной архитектуре).
Скульптура органично вписывается в архитектонику здания МХТ благодаря сочетанию материалов: тонированный под бронзу гипс скульптуры, деревянная дверь, штукатуренные стены зелёного цвета, голубоватая абрамцевская плитка с градиентом и стекло с металлом. Разные материалы объединяются в многоцветную композицию и создают полноценный образ.
Деревянная дверь с бронзовыми ручками и металлическими планками, которую обтекает горельеф, наталкивает на мысли о корабле, бороздящем моря искусства и творчества. Ещё одна интерпретация входа под скульптурой — это пещера, вход которой нависает над зрителем. Две пилястры с консолями, прилегающие к зданию по обеим сторонам от двери, создают дополнительное движение вверх и вперед и гармонизируют экспрессию горельефа. Меандры на пилястрах дополняют движение «Моря житейского». Деформируясь на изгибе, они создают момент входа и выхода из скульптурной композиции. Этот геометрический элемент является классицистическим мотивом и создает переходный момент в стилях — напоминание о древнегреческом меандре. Зелено-голубая плитка из Абрамцево своими морскими переливами и оттенками больше погружает зрителя в атмосферу морской стихии.
Намеренно разные варьирующиеся оттенки плитки, крашеное дерево, рельефные металлические орнаменты на верхних ярусах плитки и пастельно-зелёная штукатурка погружают горельеф в обрамление многоцветности. Цветовая палитра и светотеневая композиция, выбранные Шехтелем позволяют и создать контраст тона, выделить скульптуру, и вписать «Море житейское» в здание, задавая природную гамму, которая объединяет море и землю.

### Взаимодействие со зрителем
«Море житейское» взаимодействует не только с архитектурной композицией. Своей пластикой и формой горельеф будто влетает в улицу, взаимодействуя с пространством тротуара. Он обращает на себя внимание прохожих. Он говорит с посетителями театра, настраивает их на характер, царящей в нём атмосферы и традиции. Когда стоишь у двери и смотришь вверх, создается ощущение захлестнувшей волны, будто новые идеи и впечатления готовы обрушиться на того, кто войдет в театр. Композиция Анны Голубкиной является метафорой творческих принципов театра Станиславского.
Горельеф воспринимается с помощью полукругового обхода. Формат пластической композиции — вытянутый прямоугольник, но силуэты форм выходят за его пределы, нарушая симметрию. Он продиктован границами замкнутого архитектурного пространства. Верхняя плоскостная часть композиции ограничена рамкой портала, тогда как центральная и нижняя части выходят наплывами за его границы, как бы выплескиваются на зрителя. Горельеф не сокращается в глубину, а стекает по обеим сторонам двери.
С разных ракурсов произведение раскрывается по-своему: лица то появляются, то исчезают в морской пене, какие-то новые выражения и эмоции окашивают этих людей. Интересный эффект создается при полукруговом обходе — здесь как раз видна эта перемена персонажей и движение волны. Однако это движение не усматривается при рассмотрении на отдалении, тогда горельеф несколько теряет свой объём и становится больше похож на живописную композицию.
При разном освещении настроение произведения так же меняется. При хорошем свете, видно лицо пловца, рвущегося вперед, и чайки над ним, которая жива и свободна. В сумерках сам цвет гипса становится более гнетущим и тяжелым, создается ощущение темных бурливых вод, в которых таится опасность.
Горельеф сохраняет зримую архитектонику живого тела, отражает проникновенную человечность искусства Голубкиной, это видно по характеру её пластических приемов. Создается впечатление непосредственного, мгновенного. Интересно вспомнить слова В. И. Качалова: «Бунтарство и протест, с которыми молодой, но уже известный писатель (А. М. Горький) подходил к основам тогдашней жизни, были сродни бунтарству театра МХАТ…» Горельеф, помещенный на здании театра, конечно, мог расцениваться царскими властями как своеобразный вызов.
Здание театра с горельефом А. Голубкиной воспринимается совсем иначе, чем если представить его без этой скульптуры. Архитектура приобретает дополнительное движение, она становится живой и яркой.

## Анализ горельефа

### Материал
«Море житейское» выполнено из гипса и затонировано под бронзу. Выбор материала во многом обусловлен своей практичностью, удобством а так же современностью и художественными преимуществами. О глине А. Голубкина пишет, что та «по своей гибкости совершенно не дает препятствий». Такой материал позволяет работать над формой во всех её проявлениях, изгибать и деформировать, что раскрывает возможности мастера в скульптуре, ей самой может придавать импрессионистичность и экспрессию.
Гипс позволяет придать динамику композиции. Матовая серо-бирюзовая холодная поверхность дает мягкую светотень и позволяет горельефу вписаться в общий фасад театра, образуя единое гармоничное пространство. Фактура создается не той или иной обработкой круглящейся поверхности, а мазками лепки. Нет четких границ в пространстве, внутренние переходы основаны на чисто живописных эффектах. Фактура гипса и техника исполнения пластики позволяют свету как будто пробудиться к самостоятельной жизни. Вибрирующая масса буквально перетекает из одной плоскости в другую.
Поскольку горельеф находится на улице, в разное время суток создается светотеневая игра. Это создает иллюзию движения, постоянно меняющейся глубины композиции в целом. При дневном свете масса распределена так, что присутствует ощущение вспученности пены на волнах. Все многочисленные светотеневые перетекания, ритмические вариации, контрасты в рельефе мест углубленных и приподнятых над поверхностью осознанны и вылеплены как оттенки движения одухотворенной материи. Приемы лепки, нервные и стремительные, связанные с особенностями характера скульптора, отображают внутреннее движение формы, отвечающее движению мысли и чувств. В горельефе «Море житейское» нет ни четкой архитектоники, ни ясного построения объёмов.
Горельеф имеет свою текстуру. Матовая поверхность тонированного гипса не отрывает его от матовой поверхности стены, позволяет контрастировать со стеклянными и металлическими элементами. Благодаря этому движение создается не только внутри скульптурной композиции, но и во всем архитектурном сооружении. Эти же текстурность и матовость придают «Морю житейскому» тяжесть, которая раскрывается в нескольких планах: как физическое ощущение тяжести (в том числе благодаря выбранному цвету бронзы), как метафорическое ощущение тяжести, непрозрачности, а значит реальности и стихийности. Что касается тонировки, то она выполнена равномерно, а акцент делается на сами волны.
В целом использование гипса в масштабных проектах было новшеством скульптуры, которое не всегда принималось. На выставке «В пользу раненых» Анна Семеновна выставляла работы и в гипсе, и в твердом материале. И хотя это было уже в 1914—1915 годах такой ход был смелостью, так как гипсовые скульптуры считались эскизными и развенчивали всю тайну искусства. Возвращаясь к горельефу, можно сказать, что гипсовое исполнение здесь только добавляет свободы композиции, расширяет пространство вокруг неё, позволяет волне будто бы быть самой волной, а не только изображением волны.

### Композиция
Композиция горельефа представляет собой волну, разворачивающуюся горизонтально и по диагонали. Экспрессивная и живая масса волны под разными углами то открывает, то прячет лица людей. Все поле рельефа заполняет гребень вздымающейся волны. В центре композиции из пены вперед вырывается пловец. Рывок вперед, стремительность и напор ощущаются не только физически, но и метафорически. Упрямое и напряженное лицо плывущего, напряженные взмахи рук, которые стремятся преодолеть и подчинить себе стихию придают композиции решительность, живость движения вперед, настроение борьбы.

#### Планы композиции
В композиции раскрывается скульптурный морской пейзаж, который является основной её частью. В нём присутствует четкий план за счет центральной фигуры пловца и боковых композиционных сюжетов. Верхняя часть горельефа, представляющая вытянутый по горизонтали прямоугольник, с фигурой Пловца в центре, делится по диагонали его раскинутыми руками, образуя два треугольника.
Верхний треугольник является самой углубленной, менее рельефной, менее самостоятельной частью горельефа. В нижней части композиции горельефа, между раскинутыми руками «Пловца» и парящим буревестником, морская пучина рождает человеческие образы, закрученные массой воды. В текучей динамической, с наплывами, массе отточенные образы почти неуловимы взглядом.
Тогда как нижний треугольник, с выпяченной вперед фигурой пловца, образующей центральный мотив всей композиции, с ослабевающими плоскостными слоениями от центра по рукам к углам треугольника, загружен пластической массой и является самостоятельной. В центре горельефа фигура пловца, закручена вглубь по спирали, и заканчивающейся фигурой буревестника.

#### Фигура пловца
Итак, центральной фигурой композиции является пловец. Его могучие руки — крылья поднимают его тело. В лице плывущего упрямая воля крепко сомкнутых губ и резко выдвинутого подбородка, тяжкая сила могучих надбровных дуг и острых скул соединены с рефлексией взгляда, вопрошающего, но энергичного и ясного. Птица, парящая над пловцом, — буревестник — крыльями почти касается моря.
Крепкое, сильное тело героя полно динамического напряжения. В сложном силуэте фигуры, в перебоях его ритма соседствуют и борются между собой тенденции движения и остановки. Это достигнуто мастерством скульптора, последовательно запечатлевшего моменты движения тела пловца в воде и соединённые в единый миг при движении взгляда на него снизу вверх. Этому приему она научилась у Родена. Вместе с тем в композиции Голубкиной есть томительное ожидание, неясное и волнующее чувство пути, которое часто варьируется в русском искусстве той эпохи. Отставленная назад рука пловца, погруженная в массу воды, сделала мощное движение назад, выталкивая его из пучины вперед и вверх. Тогда как левая, напряженная в мощном динамическом оттенке мускулатуры и сжатого кулака, замерла в ожидании сигнала к броску. В фигуре пловца все гармонично. При движении взгляда снизу слева по его торсу вверх, мы ощущаем, какую огромную массу волны нужно выдержать и преодолеть пловцу. Тончайше переданный взлет волны как бы сам собой рождает выплывающую из бесконечных морских глубин фигуру пловца, другие человеческие фигуры и лица. Скульптурная масса тут неровна, полна непрерывного, безостановочного движения. Человеческий облик и какие-то детали среды пронизаны током движущегося на глазах жизненного мгновения. Здесь за символической образностью стоит глубоко содержательное начало, иносказательная картина времени. В левом углу треугольника изображена голова с резко выдвинутым подбородком и острыми скулами, упрямо сомкнутыми губами и впадинами вместо глаз.
Динамичная пластичная масса волн, стекающая с торса пловца в левый нижний угол, являясь основанием треугольника, объединяет левый нижний силуэт формы с основной композиции в единое целое. Пластичная масса справа объединяет нижний угол треугольника с правым силуэтом формы, выходящей за пределы композиции.

#### Силуэты в композиции
Силуэты форм, выходящие за пределы композиции, придают горельефу уравновешенность всех его частей. Она имеет устойчивое восприятие за счет ноги в левой нижней стороне и «упирающейся» в волну руки с правой нижней стороны. В правом нижнем углу мы видим образ обнаженного человека в водной массе. Его рука упирается в «волну». Но рука не является твердой опорой для тела, развернутого в горизонтальном направлении. Приоткрывшийся в жадном вздохе рот, вопрошающий взгляд из-под нависших век, резкое смятенное движение лицевых мускулов. Все это свидетельства трудной, яростной внутренней работы, поисков выхода, освобождения от плена, сковывающих сил. Правая рука почти вся скрыта бурлящей массой. Для темы пробуждения духа скульптор находит не только острые психологические оттенки, но и сложную мелькающую игру светотеневых переходов внутри пластической массы. В левом нижнем углу мы видим упирающуюся строго перпендикулярно в массу воды мощную ногу, которая производит впечатление непоколебимой опоры. В то же время присутствует приоритет мгновенного непосредственного впечатления — нога тут же скроется в водной массе.

### Стиль
Стиль композиции охарактеризован в следующих категориях: символизм, импрессионизм и модерн. Как и Павла Трубецкого, Анну Голубкину принято относить к течению русского импрессионизма, однако все же она работала не только в пределах импрессионистического восприятия. Когда работам Трубецкого свойственно большее внимание к мягкости и текучести форм, в творчестве Голубкиной проявляется куда больше экспрессии и романтического бунтарства. В «Море житейском» мы видим как раз борьбу со стихией, одного героя в бушующем мире. Импрессионистические проблемы движения света и воздуха, среды наиболее всего раскрываются именно в «Море житейском» и ещё на нескольких работах, однако на фоне всего творчества первостепенным для Голубкиной всё-таки является глубина и психологизм.
«Было бы странным определять до сих пор стилистическую принадлежность, основываясь исключительно на общности отдельных технических приемов, средств, на выборе материала» — пишет А. Вершинина. Анна Голубкина вывела свой метод работы с формой и художественными средствами — это смешение нескольких стилей, позволяющих наиболее полно раскрыть суть произведения. «…тогда ни у кого не было такой смелости, как у Анны Семёновны».

### Мотив волны
В названиях тема горельефа раскрывается с разных сторон и позволяет углубиться в детали, но все они объединяются под общим мотивом воды. Он, как правило, отображается в виде волны, мотив которой часто появляется в творчестве Голубкиной. Волна — излюбленный мотив эпохи модерна, однако Голубкина, в отличие от большинства художников этой эпохи, использует волну не только как внешний декоративный элемент, она придает ей психологизм и использует уже как средство передачи внутреннего состояния модели или же подчеркивания композиций смыслов. Семантически этот элемент обладает дихотомией: «волна одновременно спонтанна и регулярна, внефигуративна и визуально конкретна, горизонтальна (текуча) и вертикальна (в момент своего наивысшего выражения)». Эта дихотомия проявляется в творчестве А. Голубкиной.
В «Море житейском» волна выступает как противоборство внутри и как метафора борьбы человека и стихии в широком понимании. Горельеф не только заключает в себе противодействие духовного и греховного, отсылая к старообрядчеству, но и раскрывает такие пары как человек-стихия, жизнь-театр, духовное-тварное. Форма, которую приняли эти пары — отклик на душевное движение.
- Общий вид входа в театр.
- Вид на скульптуру слева и сверху.
- Вид на скульптуру спереди в тени.
- Вид на скульптуру спереди на свету.
- Вид на скульптуру слева и снизу с пилястрами и козырьком.
- Вид на скульптуру и козырек снизу.

## Место в творчестве А. С. Голубкиной
1899 год — это время, когда успех работ Голубкиной, представленных на Весеннем Парижском салоне, ясно доказал, что она достигла законченной творческой зрелости. Ближайшие годы деятельности в России раскрыли вполне сформировавшуюся самобытность мастерства и образную концепцию скульптора: жизнь человеческого духа в его сложном взаимоотношении с окружающим миром, борьба светлых порывов и его темных начал и иные образные мотивы.
В горельефе объединились и творческая позиция художницы, самой Голубкиной, и концепция театра, так подчеркнутая выбранным мотивом, и атмосфера начала XX века — времени перемен, свежести и динамики. Это определённо привнесло новое в русское монументальное искусство и, в частности, в миметическую скульптуру. А. А. Каменский пишет об этом: «Горельеф представляет собой скульптурный пейзаж, не имеющий аналогий в истории пластики». Когда «у ренессансного мастера <…> пейзажные элементы включены в строго конструктивную систему изображения, обладающего разворотом в глубину по всем законам перспективного сокращения», у Анны Голубкиной морской пейзаж становится уже «не элементом, а основной частью рельефа. Причем он не сокращается в глубину, а, наоборот, как бы выплескивается на зрителя».
Названия горельефа не только дополняют друг друга в смысловых категориях и интерпретации, но и создают целостную картину, фокусируя внимание на нескольких аспектах композиции. «Море житейское» отсылает нас к пейзажу, «Волна» обращает внимание на экспрессию и динамику разворота самой волны в композиции, «Пловец» же — это противостояние человека и стихии. Три эти названия собирают в пачку общее эмоциональное ощущение зрителя от работы. Сочетание таких пластически выразительных форм в работе отвечают назначению здания, ритмам улицы и будто бы начинают говорить с театральным зрителем уже на входе в театр. Здесь Голубкина выбирает именно горельефную пластику, отказываясь от традиции барельефных панно.
В своей пластике «Море житейское» отражает главную идею Голубкиной о том, что движение формы составляет движение чувства. В этой композиции проявляется глубинная полиракурсная динамика, экспрессия приобретает структуру и устремление. Для создания внутреннего напряжения и драматизма Голубкина отступает от натуры, она сливает лица людей и форму волны в одно живое полотно. «Обобщая или взрывая форму, она всегда рассчитывает на обнажение са́мой сути искомого образа, на правду идеи».
Горельеф на здании Московского Художественного театра — это новый виток в работе Анны Голубкиной. В нём проявляет себя опытная рука мастера, который обучался у Родена и выставлялся во Франции, получил признание в Европе, нашёл свое место на родине. «Море житейское» — это объединение нескольких художественных категорий (импрессионизм символизм, модерн), скульптура в необычном смелом материале, использование пространства и работа со зрителем, это раскрытие собственного неповторимого стиля и масштабная работа, которая осталась в истории и не утратила своей живости и актуальности.